# ناحیه تیزی راشد
ناحیه تیزی راشد (به عربی: دائرة تیزی راشد) یک ناحیه در الجزایر است که در استان تیزی وزو واقع شده‌است.